# پاکسی ریپوداس
پاکسی ریپوداس (انگلیسی: Patxi Rípodas؛ زادهٔ ۱۳ سپتامبر ۱۹۶۰) بازیکن فوتبال اهل اسپانیا است.
از باشگاه‌هایی که در آن بازی کرده‌است می‌توان به باشگاه فوتبال اتلتیک بیلبائو و باشگاه فوتبال اوساسونا اشاره کرد.